# Fabio Ghidoni
Fabio Ghidoni (Vercelli, 27 agosto 1982) è un attore italiano.

## Biografia
Inizia a studiare recitazione durante il periodo liceale con Laura Croce, con cui crea una piccola compagnia teatrale, recitando nei teatri locali. Nel 2000 vince il premio come miglior attore al Festival del Teatro studentesco di Bra.
Conseguita la maturità scientifica, inizia a frequentare l'Accademia d'Arte Drammatica Paolo Grassi di Milano, recitando, con la guida del regista Gabriele Vacis, in vari teatri nazionali. Diplomato nel 2004, affianca al lavoro teatrale, quello cinematografico e poi televisivo.
Nel 2006 debutta sugli schermi cinematografici con il film di Francesca Comencini, A casa nostra, al fianco di Luca Zingaretti e Valeria Golino. A questo film fanno seguito: Hotel Meina (2007), regia di Carlo Lizzani, Soundtrack (2008), regia di Francesca Marra, e Iago (2009), regia di Volfango De Biasi.
Nel 2008 appare per la prima volta in televisione nella serie tv di Canale 5, I Cesaroni 2, dove è l'antagonista, con il ruolo dello chef Alex, di Marco Cesaroni (Matteo Branciamore). Nello stesso anno è nel cast della seconda stagione della serie tv di Rai Uno, Raccontami - Capitolo II.
Nel 2009 torna ad interpretare il ruolo di Alex nella terza stagione de I Cesaroni. Inoltre è protagonista del cortometraggio Camera oscura di Ermete Ricci e co-protagonista del video Prova a dire il mio nome di Chiara Canzian.
Nel 2010 è nel cast di Capri 3 nel ruolo di Tony.
Dal 2015 al 2018 interpreta Luca nella serie televisiva Tutto può succedere.

## Filmografia

### Cinema
- Niente storie, registi vari (2006)
- A casa nostra, regia di Francesca Comencini (2006)
- Hotel Meina, regia di Carlo Lizzani (2007)
- Iago, regia di Volfango De Biasi (2009)
- L'estate sta finendo, regia di Stefano Tummolini (2013)
- Passione sinistra, regia di Marco Ponti (2013)
- Soundtrack, regia di Francesca Marra (2015)

### Televisione
- Un ciclone in famiglia 3 - serie TV - Canale 5 (2007)
- I Cesaroni 2, regia di Francesco Vicario - serie TV - Canale 5 (2008)
- Raccontami - Capitolo II, regia di Tiziana Aristarco e Riccardo Donna - serie TV - Rai Uno (2008)
- I Cesaroni 3, regia di Stefano Vicario e Francesco Pavolini - serie TV - Canale 5 (2009)
- Capri 3, regia di Dario Acocella e Francesca Marra - serie TV - Rai Uno (2010)
- Viso d'angelo, regia di Eros Puglielli - miniserie TV (2011)
- Non uccidere, regia di Giuseppe Gagliardi - serie TV, episodio 1x04 (2015)
- Tutto può succedere – serie TV (2015-2018)
- Un passo dal cielo 6 - serie TV (2021)
- Blanca, regia di Jan Maria Michelini e Giacomo Martelli - serie TV, episodi 1x02 e 1x05 (2021)

### Cortometraggi
- Zero, regia di Emanuele Cova (2007)
- Sangre de perro, regia di Leonardo D'Agostini (2007)
- Camera oscura, regia di Ermete Ricci (2009)
- Flamingos, regia di Francesca Coppola (2011)[2]